# Dapsilarthra ferruginea
Dapsilarthra ferruginea är en stekelart som beskrevs av Bhat 1979. Dapsilarthra ferruginea ingår i släktet Dapsilarthra och familjen bracksteklar. Inga underarter finns listade i Catalogue of Life.